# Zarnow (Adelsgeschlecht)

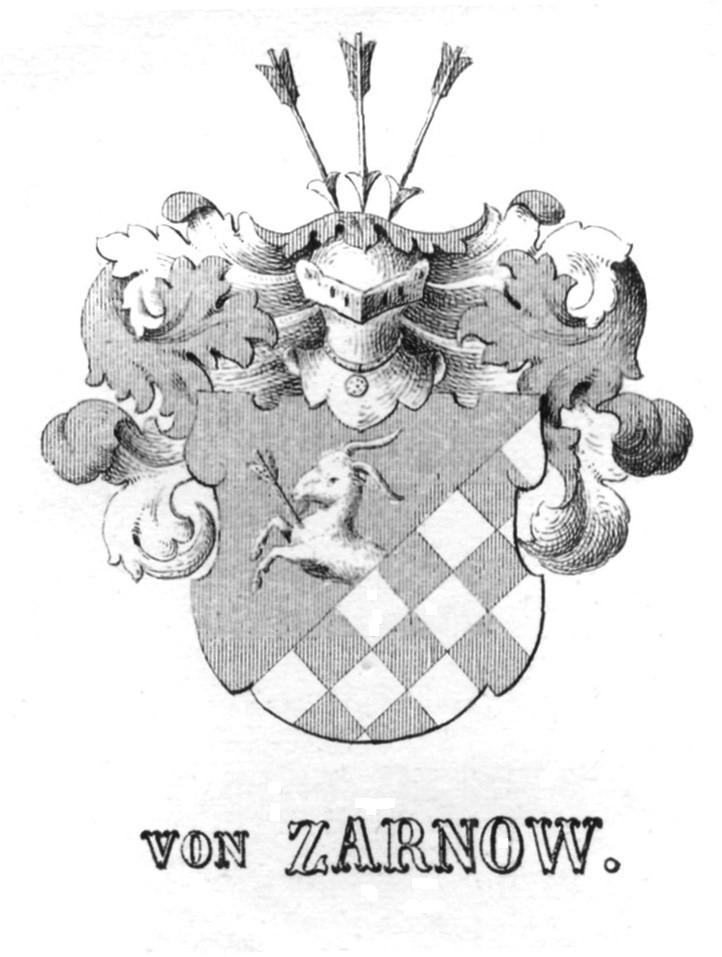
Wappen derer von Zarnow

Zarnow ist der Name eines erloschenen hinterpommerschen Adelsgeschlechts.

## Geschichte
Die Zarnow erscheinen zuerst im Jahre 1523 mit Bartholomeus Czarnow tho Wobest.
Die Brüder Joachim und Bartholomäus von Zarnow wurden 1550 mit Klein Leba im Lauenburgischen und Wobesde im Kreis Stolp belehnt. 1575 wurde der genannte Joachim und Michael von Zarnow sowie die Vettern und Brüder Karsten, Georg, Philipp und Marx von Zarnow, 1608 noch einmal deren Nachfahren mit den beiden genannten Gütern belehnt. Im Jahre 1620 lebte noch Peter von Zarnow. Mit diesem scheinen die Zarnow in Hinterpommern erloschen zu sein. Anton von Natzmer wurde der Lehnsnachfolger.
Nach Ledebur hat das Geschlecht jedoch noch im Jahre 1724 Kavelpaß und Zinzow bei Anklam in Vorpommern besessen. Ob diese Besitzzuweisung korrekt ist, oder ob es sich tatsächlich um Angehörige der gleichen Familien handelt, ist umstritten.

## Wappen
Das Wappen ist schrägrechts geteilt, unten ein Schach von Silber und Rot, oben in Rot ein silberner wachsender Ziegenbock von einem Pfeil durchbohrt. Auf dem Helm mit silbern-roten Decken drei nach mit den Spitzen unten gerichtete Pfeile an roten Stielen.
Das Wappen kann der pommerschen Wappengruppe „Hirsch über Schach“ zugeordnet werden, wenn es auch anstelle des Hirschen einen Ziegenbock zeigt.